# Síndrome de Gillette
El Síndrome de Gillette es un término utilizado para describir la rotura social que puede ocurrir en una comunidad debido a un rápido crecimiento del volumen de población.
Estas roturas suelen incluir incrementos del crimen, degradación de la salud mental, debilitamiento de los vínculos sociales, incremento anormal en el coste de vida y otros problemas sociales.
El término se suele utilizar en las llamadas boomtowns, aquellas localidades con un crecimiento especialmente rápido que suele deberse a la extracción de recursos como minería, petróleo, etc.
El término fue acuñado por el sicólogo ElDean Kohrs en un intento de describir los impactos sociales del desarrollo desmesuradamente rápido del municipio de Gillette (Wyoming, Estados Unidos) debido al descubrimiento de minas de carbón